# Meineckia filipes
Meineckia filipes es un especie de planta perteneciente a la familia Phyllanthaceae. Es originaria de Yemen donde se encuentra en la Isla de Socotora. Su hábitat natural son los bosques secos y matorrales subtropicales o tropicales.

## Hábitat y ecología
Es una especie rara que se encuentra en matorrales y bosques de hoja caduca y suculentas en la piedra caliza del norte de Socotra a una altitud de 50 a 700 metros. Es un subarbusto bajo, con tallos postrados menudos, <30 cm. Hojas ovadas a elípticas, 5-13 x 3-8 mm, agudo u obtuso; estípulas triangulares, <1,3 mm de largo, escariosas con margen irregularmente dentado, rojo parduzco. Flores masculinas de 1,5 mm de diámetro, sépalos obovadas o suborbiculares, pedicelos <4 mm; las flores femeninas de 2 mm de diámetro, sépalos ovado, pedicelos <20 mm. El fruto es una cápsula de seis lóbulos, subglobosos, de 3-4 mm de diámetro. 

## Taxonomía
Meineckia filipes fue descrita por (Balf.f.) G.L.Webster y publicado en Acta Botanica Neerlandica 14: 344. 1965.
Sinonimia
- Phyllanthus filipes Balf.f. basónimo[3]